# Maria Esmeralda belgijska
Maria Esmeralda (ur. 30 września 1956 w pałacu Belvédère w Brukseli) – księżniczka belgijska, córka króla belgijskiego Leopolda III i Mary Lilian Baels.

## Życiorys
Po studiach prawniczych i dziennikarskich w Leuven, księżniczka rozpoczęła karierę dziennikarki jako Esmeralda de Réthy. Współpracowała między innymi z czasopismami Figaro Magazine, La Libre Belgique oraz Paris-Match. Założyła francusko–amerykańską agencję reportaży. W 1998 w Londynie wyszła za mąż za brytyjskiego naukowca honduraskiego pochodzenia Salvatora Moncadę, z którym ma dwoje dzieci. Maria Esmeralda przejęła również przewodniczenie nad Fundacją Leopolda III założoną przez jej matkę Mary Lilian Baels.